# Baarda zeegrundel
De Baarda Zeegrundel is een type zeilschip. Het is in ruime zin een  moderne versie van een platbodem. Het model werd ontworpen in de jaren 60 van de 20e eeuw door P.A. Sipman, en doorontwikkeld door Baarda Jachtbouw in ’s-Graveland.  Dit schip is bekend geworden onder de naam “Baarda Zeegrundel”. 

## Het ontwerp
Het prototype van de Zeegrundel werd in 1962 door P.A.Sipman ontworpen en in 1964 gebouwd bij Haasnood Scheepssmederij te Katwijk. Het werd een 7 meter jachtje met geringe diepgang, dat al veel kenmerken bezat van de latere Zeegrundel. Met name de rompvorm werd later nauwelijks meer gewijzigd. Het eerste deel  van de scheepsnaam, "Zee" is naar analogie van de "Zeeschouw" en door de naam "Grundel" onderscheidde dit scheepje zich van de populaire betaalbare schouwen, die toen in grote aantallen werden gebouwd.
Sipman is met zijn ontwerp bewust afgeweken van de gangbare platbodems. In tegenstelling tot vrijwel alle Oudhollandse platbodems, ligt het grootspant bij de Zeegrundel achter het midden. Deze moderne opvatting is van belang voor de vormweerstand van de romp. Het grootspant van de Zeegrundel is typisch Oudhollands. Van spiegel tot grootspant is de rompvorm van de Zeegrundel identiek aan die van de Zeeschouw en van grundels. Het voorschip is door haar V-vorm afwijkend en heeft dus geen vlakke bodem.
Het ontworpen schip is overmatig stabiel, heeft een korte slingertijd en is niet zeewaardig. Van de ca. 120 schepen die Sipman heeft ontworpen, is de Zeegrundel nummer 102.

## De bouw

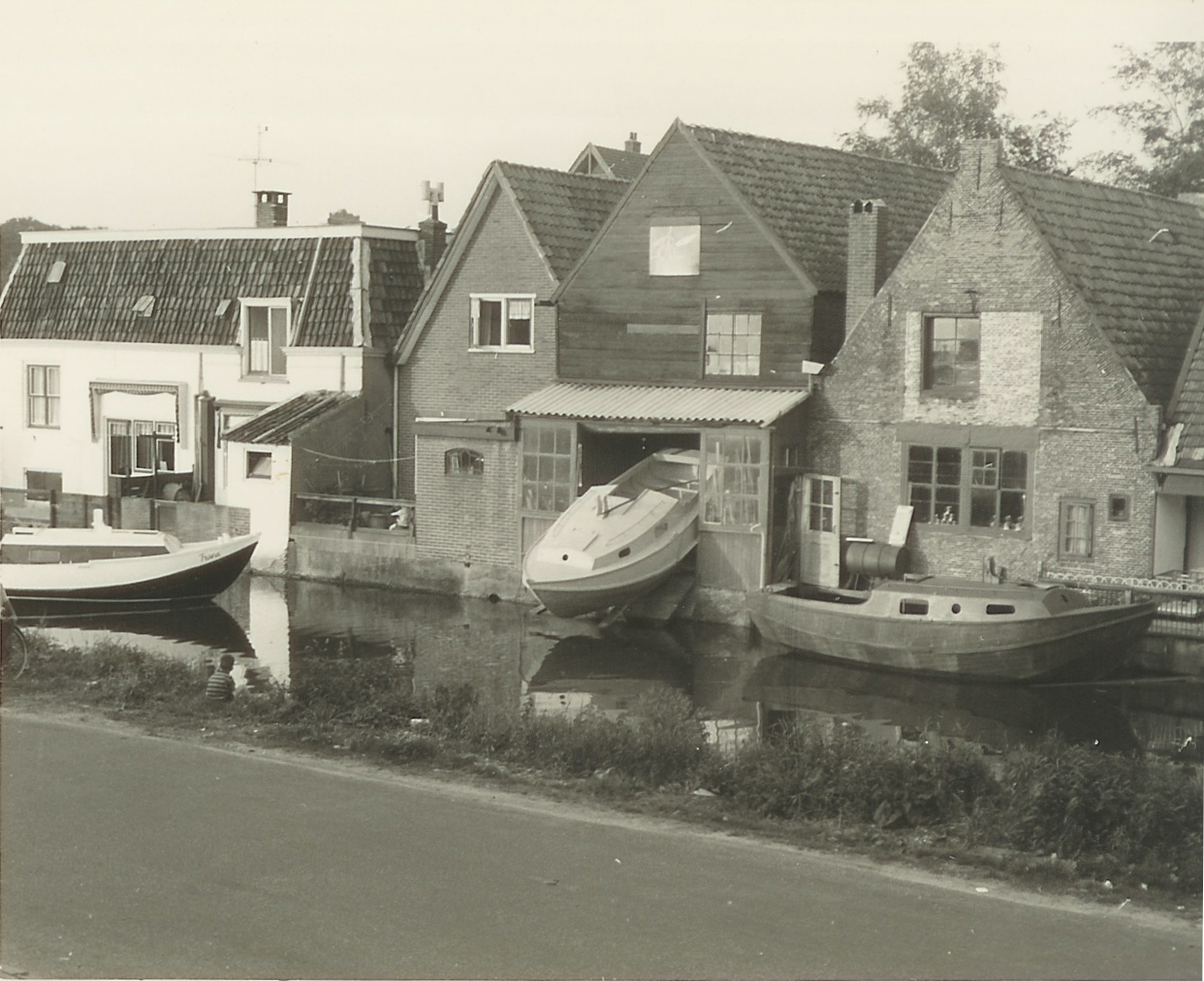
Tewaterlating van een Zeegrundel op de Baarda werf in 's-Graveland

Een aantal jaren later ontstond er een samenwerkingsverband tussen de ontwerper P.A. Sipman en E.D. Baarda van Baarda’s Jachtbouw uit ’s-Graveland, op wiens  initiatief het ontwerp enige wijzigingen onderging. Uit de 7 m Zeegrundel werd het type van 6 m lengte ontwikkeld en later is het grotere model van 8,5 m ontworpen, dat een erg geliefd model is geworden.
In de loop van de jaren nam Baarda Jachtbouw de verdere ontwikkeling van de Zeegrundel zelf ter hand, maar er werden door Sipman ook tekeningen aan derden verstrekt, waaronder jachtbouwer Gruis te Steendam (Groningen) en aan zelfbouwers.
Slechts de oorspronkelijke ontwerpen van de Zeegrundel van 6, 7 en 8,5 m lengte zijn van Sipman. Alle andere gewijzigde uitvoeringen zoals 7,5 m Zeegrundel, motorgrundels, typen met verlengde en verhoogde kajuiten zijn geesteskinderen van Baarda.

## De eigenschappen

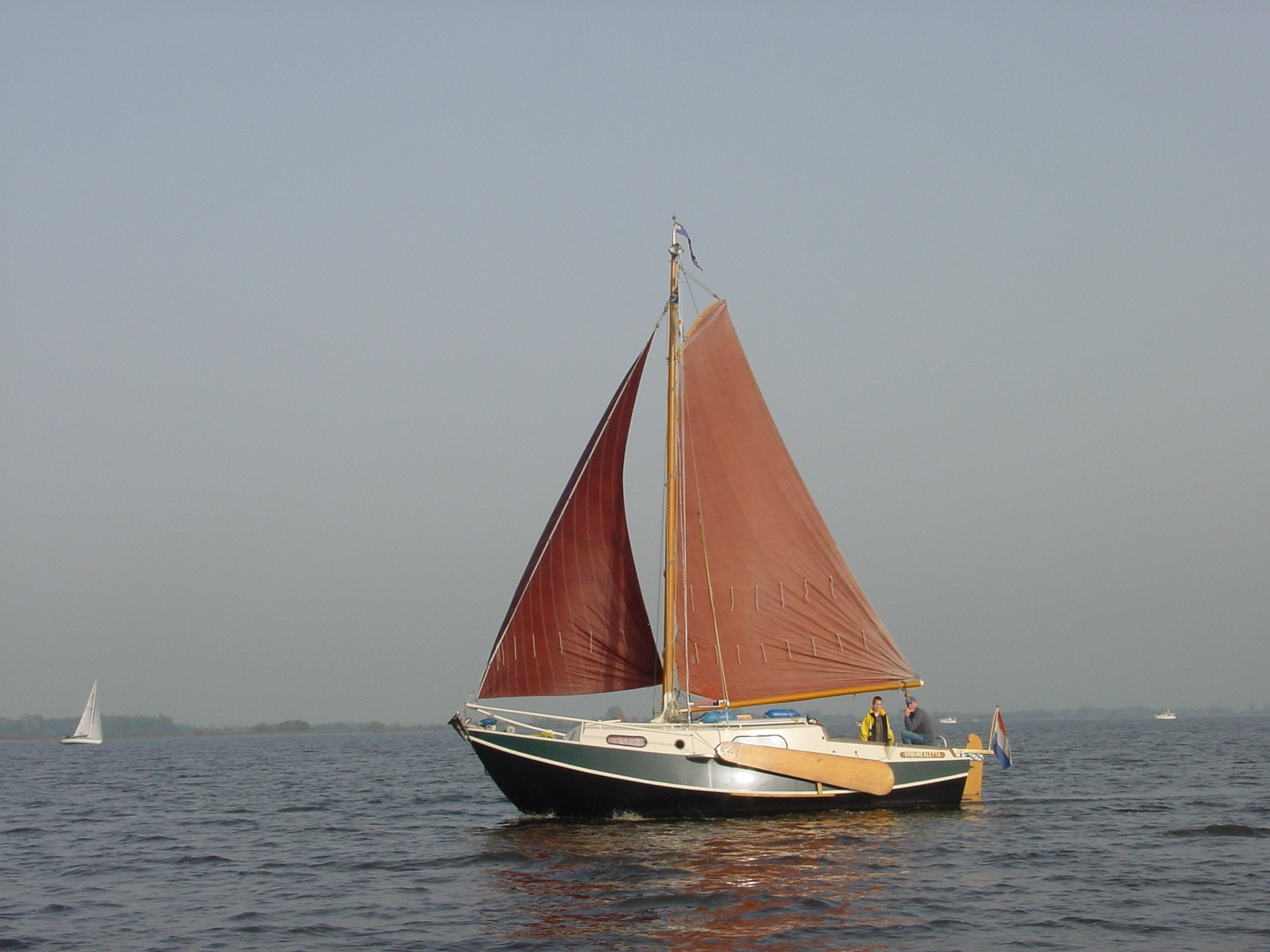
Zeegrundel onder zeil

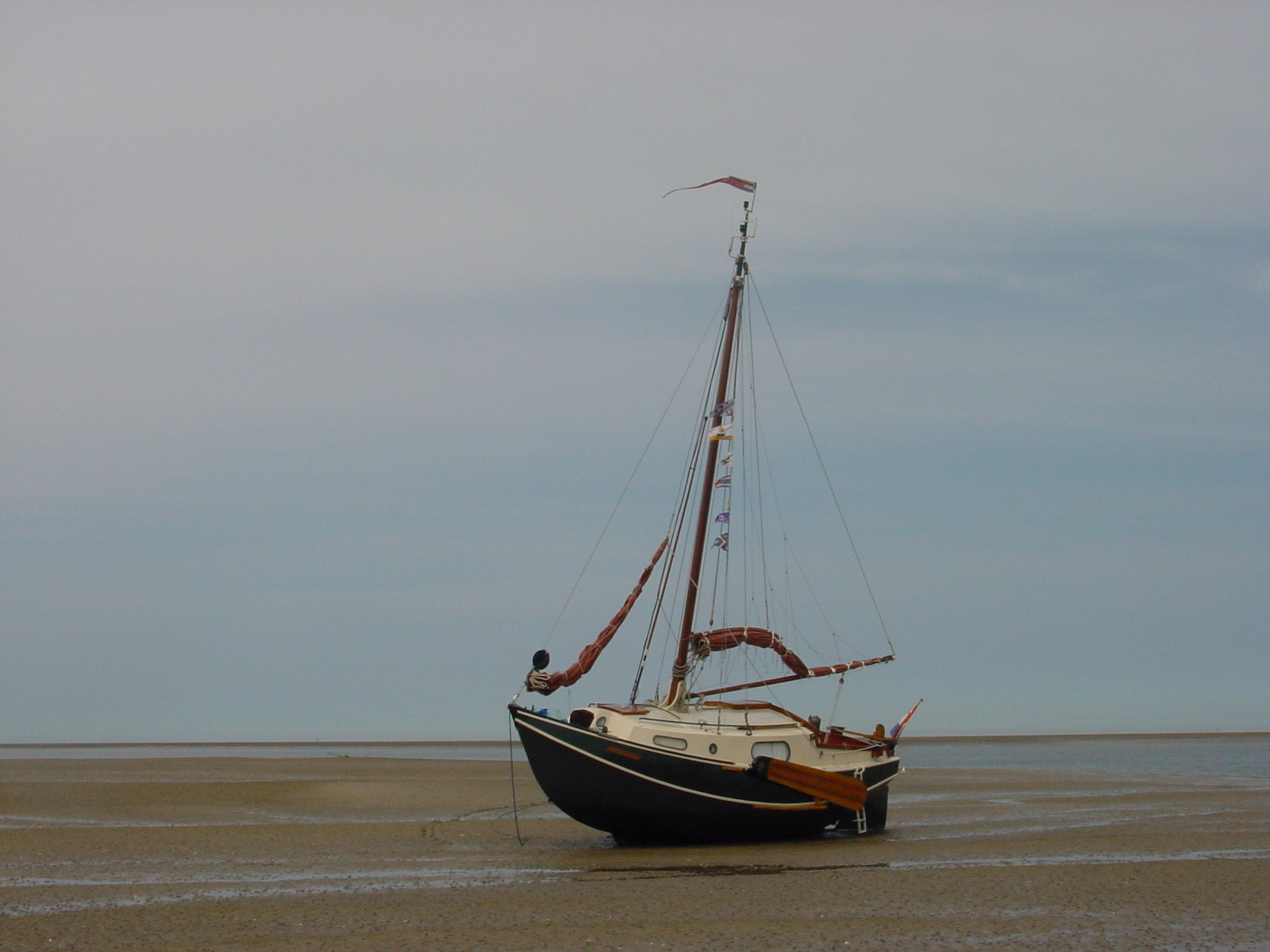
Een Zeegrundel drooggevallen op het Nederlandse Wad

De Baarda Zeegrundel is vooral ontworpen voor het varen op ruim water en ondiep water. Hoewel de dooskiel het schip geen vlakke bodem geeft, is droogvallen heel goed mogelijk.
Het ontwerp van de Zeegrundel heeft echter niet alle karaktertrekken van de traditionele grundel, zoals dat wel het geval is bij de ontwerpen van Gipon. De romp is van 4 mm en de opbouw van 3 mm plaatstaal vervaardigd. De dooskiel  is gevuld met ballast. De kajuit is van binnen op elektrostatische wijze van Fibertex voorzien, in epoxy ingebedde nylon vezels die in die tijd een luxe uitstraling gaven, en die warmte- en geluiddempend en vochtregulerend is.
Het schip heeft een forse, zelflozende kuip die voorzien is van vier ruime bakskisten die veel bergruimte geven. Voor in de ruime kajuit bevinden zich twee kooien die met behulp van een los tussenstuk kunnen worden uitgebreid tot drie slaapplaatsen. Aan bakboord is een dinette geplaatst, waardoor twee extra slaapplaatsen gecreëerd kunnen worden. In totaal zijn er dus vijf slaapplaatsen. Onder de zitbanken zit weer veel bergruimte.
Verder heeft de kajuit aan bakboord een toilet en aan stuurboord een ruime kombuis en een klerenkast. Het schip is voorzien van Oudhollands tuig met gebogen gaffel; de zwaarden en het roer zijn van eikenhout. Het 8,50 meter model is meestal voorzien van een ingebouwde dieselmotor, waarbij vaak een gesloten koelsysteem werd toegepast, met een koelpijp rond de dooskiel.  De kleinere afmetingen hebben soms een bun met buitenboordmotor. Doordat het schip geen doorvoeren onder de waterlijn heeft en meestal geen afsluiters is het, evenals het motorkoelsysteem, weinig gevoelig voor vorstschade.
Met name door de zelfbouw kunnen schepen afwijken van de hierboven beschreven kenmerken.